# 千葉大学薬学部・大学院薬学研究院
千葉大学薬学部（ちばだいがくやくがくぶ、英称:Faculty of Pharmaceutical Sciences）は、千葉大学に設置される学部の一つである。千葉大学大学院薬学研究院（ちばだいがくだいがくいんやくがくけんきゅういん、英称:Graduate School of Pharmaceutical Sciences）は千葉大学大学院に設置される研究科以外の組織の一つである。

## 概要
千葉大学薬学部は、千葉医科大学附属薬学専門部を前身とし、1949年の千葉大学発足時に設立された、日本で最も歴史のある薬学部である。1964年に大学院薬学研究科を設置。2011年に医療系学部が集結した千葉大学亥鼻キャンパスへの移転が完了した。

## 沿革
- 1890年 - 第一高等中学校薬学科を設立[1]。
- 1894年 - 第一高等学校医学部薬学科と改称[1]。
- 1896年 - 卒業生への薬学得業士の称号授与を開始[1]。
- 1901年 - 千葉医学専門学校薬学科に改組[1]。
- 1923年 - 千葉医科大学附属薬学専門部に改組[1]。
- 1949年 - 千葉大学薬学部薬学科に改組[1]。
- 1956年 - 薬学専攻科を設置[1]。
- 1964年 - 薬学専攻科を廃止し大学院薬学研究科を設置[1]。

## 学部
- 入学定員90名[3]
  - 薬学科[3]
  - 薬科学科[3]

80名だった定員が、平成31年度より10人増員された。

## 著名な出身者

### 政治、行政
- 伊藤昌弘 - 元衆議院議員、元東京都議会議員
- 生方誠 - 元国家公安委員、元沼田町、元群馬県議会議員

### 経済
- 森田米治 - 回効散本舗森田製薬所創業者
- 藤井康男 - 元龍角散社長、元千代田区教育委員会委員
- 村瀬誠 - 天水研究所代表取締役、ロレックス賞準入賞、日本水大賞

### 研究
- 小島周二 - 生物学、東京理科大学教授、科学技術庁長官賞
- 笹川千尋 - 細菌学、東京大学名誉教授、元日本細菌学会理事長、紫綬褒章、武田医学賞
- 望月眞弓 - 医療系薬学、慶應義塾大学名誉教授、国際医療福祉大学特別顧問。元日本学術会議副会長、住友ファーマ監査役
- 山崎真巳 - 生薬学、千葉大学教授、日本学術会議会員

### マスコミ
- 本多勝一 - 元朝日新聞社記者、ボーン・上田記念国際記者賞、毎日出版文化賞、菊池寛賞
- 石井智 - 元TBSアナウンサー
- 小林美幸 - 元テレビ静岡アナウンサー